# Février 1788

## Événements
- 1er février :

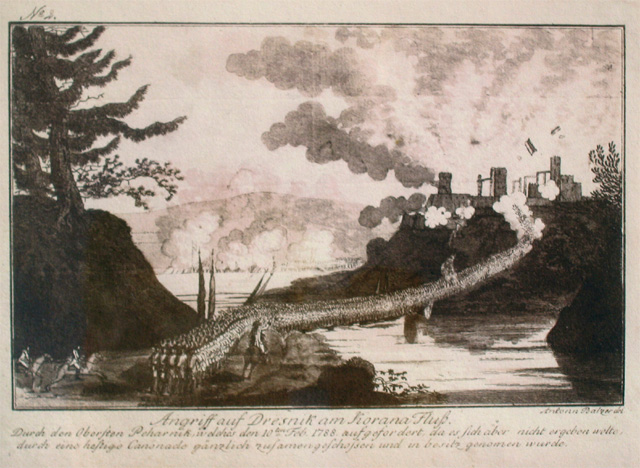
10 février, guerre en Europe : attaque du château de Drežnik Grad à la rivière Korana en Croatie

  - Le nouvel État fédéral de Géorgie, sous la pression du gouvernement américain, annule le Bourbon County Act, lieu du scandale de Yazoo Land, et dissout le comté de Bourbon dont les terres environnantes sont réclamées par les Espagnols et les Amérindiens[1].
  - Isaac Brigg et William Longstreet brevettent le bateau à vapeur en Géorgie. Le frère d'Isaac Brigg, Samuel Brigg l'expérimentera en 1806 sur le Mississippi.

- 6 février : le Massachusetts ratifie la Constitution et devient le sixième État des États-Unis.

- 9 février : l'Autriche rejoint la Russie dans la guerre russo-turque[2].

- 13 février : début à Londres du procès de Warren Hastings, gouverneur général de l’Inde britannique entre 1773 et 1785, en Grande-Bretagne, accusé de malversations. Il en sort acquitté, mais ruiné (23 avril 1795)[3].

- 17 février : Richard Howe découvre l'île déserte Lord Howe[4].

- 19 février, Paris : création de la Société des amis des Noirs par Brissot, pour l’abolition de l’esclavage[5].

## Naissances
- 12 février : Karl von Reichenbach (mort en 1869), chimiste allemand.
- 17 février : Aurore de Lafond de Fénion, artiste-peintre française († 5 novembre 1859)
- 20 février : Valentin Zwierkowski, officier polonais († 15 décembre 1859).
- 22 février : Arthur Schopenhauer, philosophe allemand († 21 septembre 1860).

## Décès
- 2 février : James Stuart (né en 1713), peintre, archéologue et architecte britannique.
- 5 février : Wynee, exploratrice hawaïenne.
- 17 février : Maurice Quentin de La Tour, peintre français (° 5 septembre 1704).
- 21 février : Johann Georg Palitzsch (né en 1723), astronome allemand.
- 29 février : Pasquale Acquaviva d’Aragona, cardinal italien (° 3 novembre 1718).